# Matriz flecha
Na álgebra linear, uma matriz flecha ou matriz ponta de flecha é uma matriz quadrada que contém zeros em todas as entradas, exceto na primeira linha, primeira coluna e diagonal principal, essas entradas podem ser qualquer número. Em outras palavras, a matriz tem a forma
{\displaystyle A={\begin{bmatrix}\,\!*&*&*&*&*\\\,\!*&*&0&0&0\\\,\!*&0&*&0&0\\\,\!*&0&0&*&0\\\,\!*&0&0&0&*\end{bmatrix}}.}
Qualquer permutação simétrica da matriz ponta de flecha, {\displaystyle P^{T}AP}, onde {\displaystyle P} é uma matriz de permutação, é uma matriz ponta de flecha (permutada). Matrizes ponta de flecha reais simétricas são usadas em alguns algoritmos para encontrar autovalores e autovetores.

## Matrizes flecha reais simétricas
Seja {\displaystyle A} uma matriz ponta de flecha real simétrica (permutada) da forma
{\displaystyle A=\left[{\begin{array}{cc}D&z\\z^{T}&\alpha \end{array}}\right],}
onde {\displaystyle D=\mathop {\mathrm {diag} } (d_{1},d_{2},\ldots ,d_{n-1})} é a matriz diagonal de ordem n-1,
{\displaystyle z={\begin{bmatrix}\zeta _{1}&\zeta _{2}&\cdots &\zeta _{n-1}\end{bmatrix}}^{T}} é um vetor e {\displaystyle \alpha } é um escalar. Seja
{\displaystyle A=V\Lambda V^{T}}
a decomposição de autovalores de {\displaystyle A}, onde {\displaystyle \Lambda =\mathop {\mathrm {diag} } (\lambda _{1},\lambda _{2},\ldots ,\lambda _{n})}
é uma matriz diagonal cujos elementos diagonais são os autovalores de {\displaystyle A}, e {\displaystyle V={\begin{bmatrix}v_{1}&\cdots &v_{n}\end{bmatrix}}}
é uma matriz ortonormal cujas colunas são os autovetores correspondentes. O seguinte é válido:
- Se {\displaystyle \zeta _{i}=0} para algum {\displaystyle i}, então o par {\displaystyle (d_{i},e_{i})}, onde {\displaystyle e_{i}} é o i-ésimo vetor de base canônica, é um par próprio de {\displaystyle A}. Assim, todas essas linhas e colunas podem ser excluídas, deixando a matriz com todos {\displaystyle \zeta _{i}\neq 0}.
- O teorema do entrelaçamento de Cauchy implica que os autovalores classificados de {\displaystyle A} entrelaçam os elementos classificados {\displaystyle d_{i}}: se {\displaystyle d_{1}\geq d_{2}\geq \cdots \geq d_{n-1}} (isso pode ser alcançado por permutação simétrica de linhas e colunas sem perda de generalidade), e se os {\displaystyle \lambda _{i}}s são classificados de acordo, então {\displaystyle \lambda _{1}\geq d_{1}\geq \lambda _{2}\geq d_{2}\geq \cdots \geq \lambda _{n-1}\geq d_{n-1}\geq \lambda _{n}}.
- Se {\displaystyle d_{i}=d_{j}}, para algum {\displaystyle i\neq j}, a desigualdade acima implica que {\displaystyle d_{i}} é um valor próprio de {\displaystyle A}. O tamanho do problema pode ser reduzido pela aniquilação de {\displaystyle \zeta _{j}} com uma rotação de Givens no plano-{\displaystyle (i,j)} e procedendo como acima.

Matrizes pontas de flecha simétricas surgem em descrições de transições sem radiação em moléculas isoladas e osciladores vibracionalmente acoplados a um líquido de Fermi.

## Autovalores e autovetores
Uma matriz ponta de flecha simétrica é irredutível se {\displaystyle \zeta _{i}\neq 0} para todo {\displaystyle i} e  {\displaystyle d_{i}\neq d_{j}} para todo {\displaystyle i\neq j}. Os valores próprios de uma matriz ponta de flecha real simétrica irredutível são os zeros da equação secular
{\displaystyle f(\lambda )=\alpha -\lambda -\sum _{i=1}^{n-1}{\frac {\zeta _{i}^{2}}{d_{i}-\lambda }}\equiv \alpha -\lambda -z^{T}(D-\lambda I)^{-1}z=0}
que pode ser, por exemplo, calculado pelo método da bisseção. Os autovetores correspondentes são iguais a
{\displaystyle v_{i}={\frac {x_{i}}{\|x_{i}\|_{2}}},\quad x_{i}={\begin{bmatrix}\left(D-\lambda _{i}I\right)^{-1}z\\-1\end{bmatrix}},\quad i=1,\ldots ,n.}
A aplicação direta da fórmula acima pode produzir autovetores que não são numericamente suficientemente ortogonais. O algoritmo progressivo estável que calcula cada autovalor e cada componente do autovetor correspondente com precisão quase total está descrito. A versão Julia do software está disponível.

## Inversas
Seja {\displaystyle A} uma matriz irredutível ponta de flecha simétrica real. E se {\displaystyle d_{i}=0} para algum {\displaystyle i}, a inversa é uma matriz ponta de seta simétrica real irredutível permutada:
{\displaystyle A^{-1}={\begin{bmatrix}D_{1}^{-1}&w_{1}&0&0\\w_{1}^{T}&b&w_{2}^{T}&1/\zeta _{i}\\0&w_{2}&D_{2}^{-1}&0\\0&1/\zeta _{i}&0&0\end{bmatrix}}}
onde
{\displaystyle {\begin{alignedat}{2}D_{1}&=\mathop {\mathrm {diag} } (d_{1},d_{2},\ldots ,d_{i-1}),\\D_{2}&=\mathop {\mathrm {diag} } (d_{i+1},d_{i+2},\ldots ,d_{n-1}),\\z_{1}&={\begin{bmatrix}\zeta _{1}&\zeta _{2}&\cdots &\zeta _{i-1}\end{bmatrix}}^{T},\\z_{2}&={\begin{bmatrix}\zeta _{i+1}&\zeta _{i+2}&\cdots &\zeta _{n-1}\end{bmatrix}}^{T},\\w_{1}&=-D_{1}^{-1}z_{1}{\frac {1}{\zeta _{i}}},\\w_{2}&=-D_{2}^{-1}z_{2}{\frac {1}{\zeta _{i}}},\\b&={\frac {1}{\zeta _{i}^{2}}}\left(-a+z_{1}^{T}D_{1}^{-1}z_{1}+z_{2}^{T}D_{2}^{-1}z_{2}\right).\end{alignedat}}}
Se {\displaystyle d_{i}\neq 0} para todo {\displaystyle i}, a inversa é uma modificação de posto-um de uma matriz diagonal (diagonal-mais-posto-um ou DMP1):
{\displaystyle A^{-1}={\begin{bmatrix}D^{-1}&\\&0\end{bmatrix}}+\rho uu^{T},}
onde
{\displaystyle u={\begin{bmatrix}D^{-1}z\\-1\end{bmatrix}},\quad \rho ={\frac {1}{\alpha -z^{T}D^{-1}z}}.}